# Juhász Bertalan
Juhász Bertalan (Komoró, 1931. február 5. – Budapest, 2001. január 27.) magyar építőmérnök.

## Családja
Apja Juhász István (†1959) urasági cseléd volt, aki az első világháború után Amerikában élt 14 évig; hazatérése után 6 katasztrális holdnyi földön gazdálkodott. Négyen voltak testvérek: egyetlen lánytestvére tsz-tagként, két fivére, István és Gyula MÁV-alkalmazottként dolgozott. 1957-ben kötött házasságot, felesége Németh Ilona védőnő és szakoktató lett, akitől két gyermeke született, Juhász István (1958–) és Juhász Ágnes (1964–).

## Tanulmányai
A kisvárdai Bessenyei György Gimnáziumban érettségizett 1949-ben – a Petneházi Dávid Népi Kollégium tagjaként –, majd a BME Mérnöki Karának Híd- és Szerkezetépítő Szakán mérnöki oklevelet szerzett (1954). Az ÉKME-n doktorált 1962-ben, 1969-ben pedig a műszaki tudományok kandidátusa címet is megszerezte.

## Pályája
Diplomázása után hat éven át a BME, illetve az ÉKME Mérnöki Kar II. számú Hídépítéstani Tanszékének tanársegéde volt, majd 1960 és 1962 között az MTA Építéstudományi Munkaközösségének kutatómérnökeként tevékenykedett. 1962-ben visszatért egyetemi állományba, ahol 1971-ig a BME Építőmérnöki Kar Vasbetonszerkezetek Tanszéke egyetemi adjunktusa, azt követően pedig egyetemi docense lett, 1998-as nyugdíjazásáig. Műszaki mechanikával, elsősorban vasbetonszerkezetek szilárdságtanával, vasbetontartók törési mechanizmusával foglalkozott. Jelentős eredményeket ért el a vasbetonból készült kiékelt tartók, fali panelek és lemezek méretezési és teherbírási kérdései, valamint a hajlított vasbetontartók úgynevezett nyírási teherbírásának vizsgálata terén.

## Főbb művei
- Vasbeton és kőhidak. Palotás László előadásai alapján összeáll. Balázs Györggyel. (Bp., 1957., 2. kiadés: 1960)
- Kiékelt tartó belső erőinek számítása. Szalai Kálmánnal. (ÉKME Tudományos Közleményei, 1958)
- Vasbeton falpanelek teherbírásának közelítő számítása. (ÉKME Tudományos Közleményei, 1959)
- Vésett és fűrészelt betonkockák szilárdsági összehasonlítása. Kőszegi Miklóssal. (Mélyépítéstudományi Szemle, 1960)
- Vasbetonépítéstan. Magasépítési vasbetonszerkezetek, keretszerkezetek levelező mérnökhallgatók számára. Palotás László előadásai alapján összeállította, Tassi Gézával. (Bp., 1960.)
- Koncentrált erővel terhelt, egy irányban teherviselő ferde vasbetonlemezek teherbírásának számítása a töréselmélet alapján. Egyetemi doktori értekezés (Bp., 1962)
- Előregyártott hajlított vasbetontartók legkedvezőbb vasalási százaléka. (ÉKME Tudományos Közleményei, 1962)
- Vasbeton falpanelek teherbírásának közelítő számítása. (ÉKME Tudományos Közleményei, 1963)
- Vasbetonlemezek töréselmélete. Palotás Lászlóval. (A Mérnöki Továbbképző Intézet előadásai. Bp., 1963)
- Faszerkezetek. Zsaluzás, állványozás. Egyetemi jegyzet (Bp., 1963)
- A nyomott betonzónára hárítható nyíróerő közelítő értéke. Hajlított vasbetontartók nyírási teherbírásával kapcsolatos kísérletek. Palotás Lászlóval. (Mélyépítéstudományi Szemle, 1965)
- Szerkezetépítés. Egyetemi jegyzet. Bölcskei Elemérrel. (Bp., 1965.)
- Vasbetonlemezek számítása az egyszerűsített törésvonal elmélete alapján. (A Mérnöki Továbbképző Intézet előadásai. Bp., 1966)
- Betonmagon terhelt kibetonozott acélcsövek teherbírása. Szalai Kálmánnal. – A húzott vasalás szerepe hajlított vasbetontartók nyírási teherbírásában. (Mélyépítéstudományi Szemle, 1967)
- A hajlított vasbetontartók nyírási teherbírásának néhány kérdése. Kandidátusi értekezés (Bp., 1967)
- Vasbetonszerkezetek. A Vízépítő- és a Közlekedésépítő Mérnöki Szak hallgatói számára. Egyetemi jegyzet. Többekkel. (Bp., 1967)
- A nyírási vasalás szerepe hajlított vasbetontartók nyírási teherbírásában. (Mélyépítéstudományi Szemle, 1968)
- Hajlított vasbetontartók nyírási vizsgálatának fontosabb kérdései. (Mélyépítéstudományi Szemle, 1971)
- Vasbeton szerkezetek. A Vízépítő és a Közlekedésépítő Építőmérnöki Szak hallgatói részére. Egyetemi tankönyv. Többekkel. (Bp., 1972)
- Vasbeton szerkezetek. I–II. köt. Egyetemi jegyzet (Bp., 1972)
- Acélbetétek tapadásának vizsgálata bentonitszuszpenzió alatt történő betonozás esetén. (Mélyépítéstudományi Szemle, 1973)
- Vasbeton tárcsák teherbírása. (BME Építőmérnöki Kar Építőanyagok Tanszék. Tudományos Közlemények. 21. Bp., 1975)
- Vasbeton híd- és szerkezetépítés. Hídépítéstan a közlekedésépítő mérnökhallgatók számára. Egyetemi jegyzet. Loykó Miklóssal. (Bp., 1978)
- A ferde zsaluzatra működő terhek kísérleti vizsgálata. (Mélyépítéstudományi Szemle, 1983)
- Három oldalon alátámasztott derékszögű négyszög alaprajzú vasbeton lemez teherbírás-vizsgálata a törésvonal-elmélet alapján. (Magyar Építőipar, 1983)
- Vasbetonszerkezetek törésének töréselméleti alapjai. (Mérnöki kézikönyv. 2. Bp., 1984)
- Acélgerendák közötti bauxitbeton anyagú vasbeton födém megerősítése. Baksa Istvánnal, Letanoczki Gyulával. (Magyar Építőipar, 1985)
- A számítógéppel segített tervezés – CAD – és a vasbetonszerkezetek oktatásának integrálására irányuló kutatás. Váradi Tiborral. (Felsőoktatási Szemle, 1986)
- Egy irányban teherviselő vasbeton lemezek együttdolgozó szélessége. (Közlekedésépítés- és Mélyépítéstudományi Szemle, 1988)
- Magas töltés alatti autópályahíd károsodása a tervezettet meghaladó süllyedések következtében. Királyföldi Lajosnéval. (Közlekedésépítés- és Mélyépítéstudományi Szemle, 1989)
- Vasbeton lemezek támaszerőinek közelítő számítása. (Magyar Építőipar, 1989)
- Egy 80 méter magas, elferdült vasbeton kémény alapozásának megerősítése és függőlegesbe állítása. Többekkel. (Közlekedésépítés- és Mélyépítéstudományi Szemle, 1992)
- Utófeszített vasbeton réselem nagyminta kísérlete. (Bp., 2000).